# Дідич Валентин Володимирович
Валенти́н Володи́мирович Ді́дич (нар. 11 жовтня 1957, Завадівка, Володарський район, Київська область) — український політичний діяч.

## Освіта
- Уманський сільськогосподарський інститут (1980)
- Дніпропетровський регіональний інститут державного управління Національної академії державного управління при Президенті України (2008)

## Трудова діяльність
- Навчання в Уманському сільськогосподарському інституті
- Головний винороб Консерввинпрому
- Служба в Збройних силах СРСР
- Технік винороб навчально-виноробного цеху
- Директор підприємства консерввинпром «Дар»
- Генеральний директор СГ ЗАО «Дар»
- Голова Криничанської районної державної адміністрації[2][3]
- Приватний підприємець

## Громадсько-політична діяльність

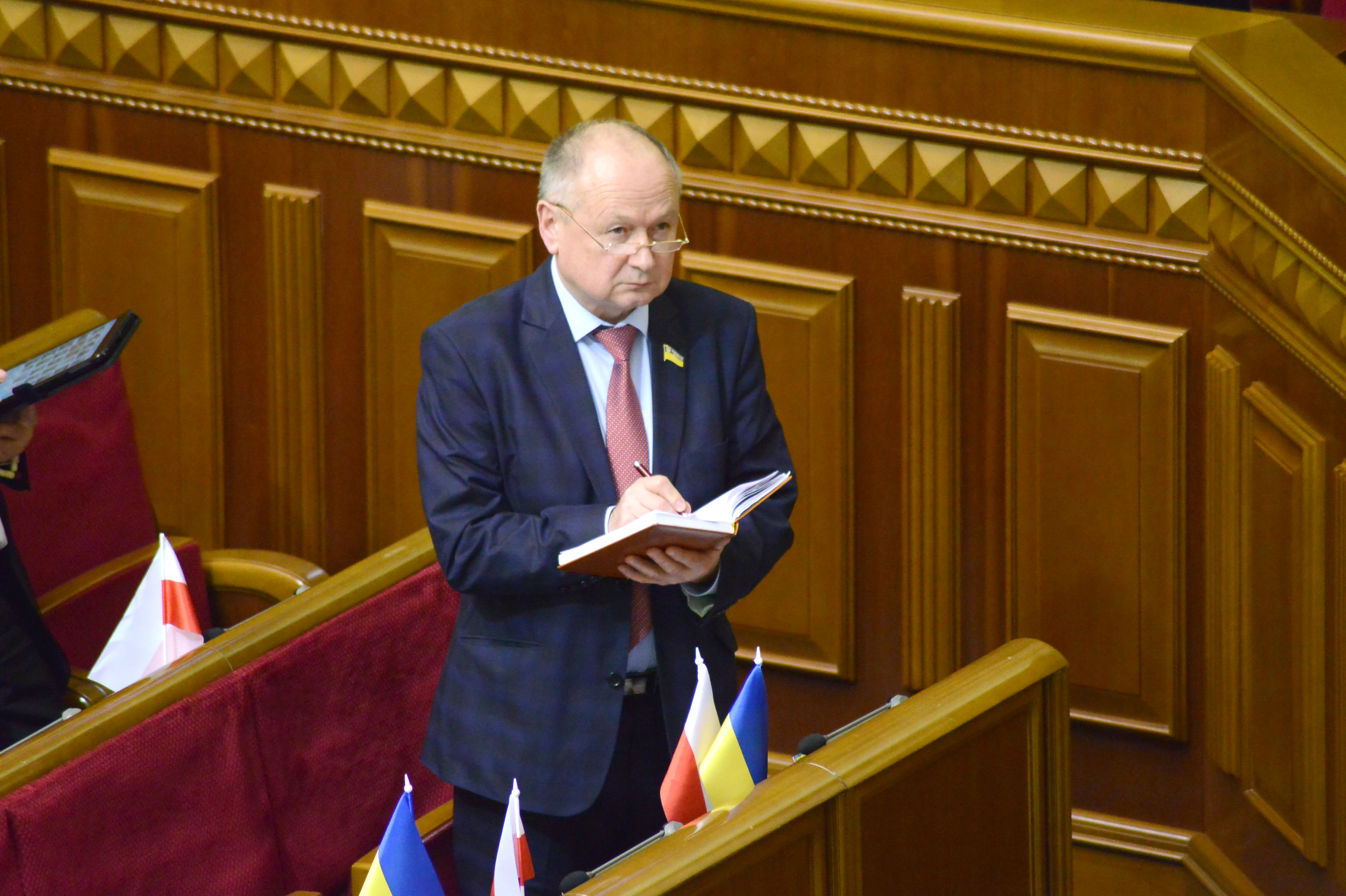
Валентин Дідич Верховна Рада України (2015)

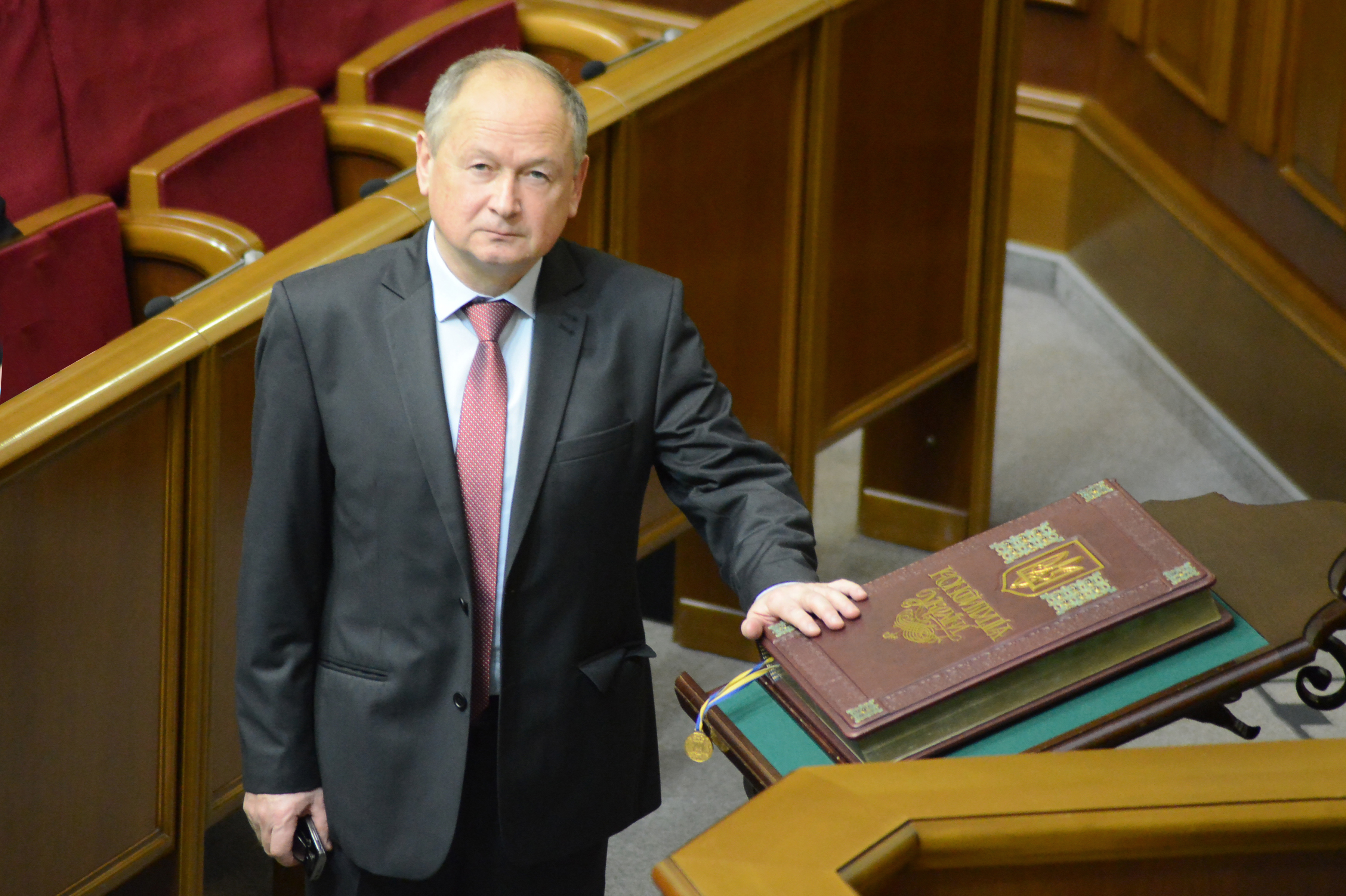
ВРУ, 2015

- Депутат Криничанської районної ради з 1994 року по 2010 рік
- 2006–2009 роки — член політичної партії «Наша Україна»
- член ради Криничанської районної організації політичної партії «Наша Україна»;
- з грудня 2011 року — член політичної партії «УДАР», посада — член ради Криничанської районної організації політичної партії «УДАР».